# 佐々野利彦
佐々野 利彦（ささの としひこ、1911年（明治44年）11月2日 - 1975年（昭和50年）7月12日）は、日本の体操競技選手で、指導者も務めた。日本オリンピック委員会常任委員、日本体操協会副会長。
長崎県南松浦郡福江町（現・五島市）出身。日本体育会体操学校（現・日本体育大学）卒業。1932年ロサンゼルスオリンピックに出場した。
1964年東京オリンピックでは日本体操チームの総監督を務め、技の難度を示す「ウルトラC」という言葉を普及させたとする説がある。
1975年7月12日、肝臓癌のため順天堂大学医学部附属順天堂医院で死去。63歳没。同年7月28日、岸記念体育会館の地下講堂で日本体操協会・日本オリンピック委員会・日本体育大学など7団体による合同告別式が行われた。